# Santa Cruz Otlatla
Santa Cruz Otlatla är en ort i Mexiko.   Den ligger i kommunen Tlahuapan och delstaten Puebla, i den sydöstra delen av landet, 50 km öster om huvudstaden Mexico City. Santa Cruz Otlatla ligger 2 857 meter över havet och antalet invånare är 1 123.
Terrängen runt Santa Cruz Otlatla är huvudsakligen kuperad, men västerut är den bergig. Terrängen runt Santa Cruz Otlatla sluttar brant österut. Runt Santa Cruz Otlatla är det ganska tätbefolkat, med 134 invånare per kvadratkilometer. Närmaste större samhälle är Río Frío de Juárez, 5,5 km väster om Santa Cruz Otlatla. Trakten runt Santa Cruz Otlatla består till största delen av jordbruksmark.